# Primer Comtat de Portugal
El Primer Comtat de Portugal (en portuguès: Condado de Portucale) fou un estat fundat a l'oest de la península Ibèrica al segle ix durant la Reconquesta.

## Orígens
El comtat fou fundat l'any 868 per Vímara Peres després de la reconquesta de la ciutat de Porto, i fou incorporat l'any 1071 al Regne de Galícia. Tot i que va tenir sempre certa autonomia va constituir durant tota la seva existència una dependència del Regne de Lleó.

## Extensió
La seva extensió era reduïda a la zona que actualment ocupa la regió de Douro Litoral, terres situades entre els rius Ave al nord i el Duero al sud. La seva àrea d'influència, si bé aquesta influència es reduïa a funcionar com a "àrea de frontera", abastava zones com Braga, Viseu, Lamego o Coïmbra (aquesta darrera, però, acabà formant el dependent comtat de Coïmbra).

## Comtes de Portugal (primer període)
- 868 - 873: Vimarà Peres
- 873 - 899: Luci Vimaranes
- 899 - 950: Menendo I
- 899 - 924: Ònnega i Dídac

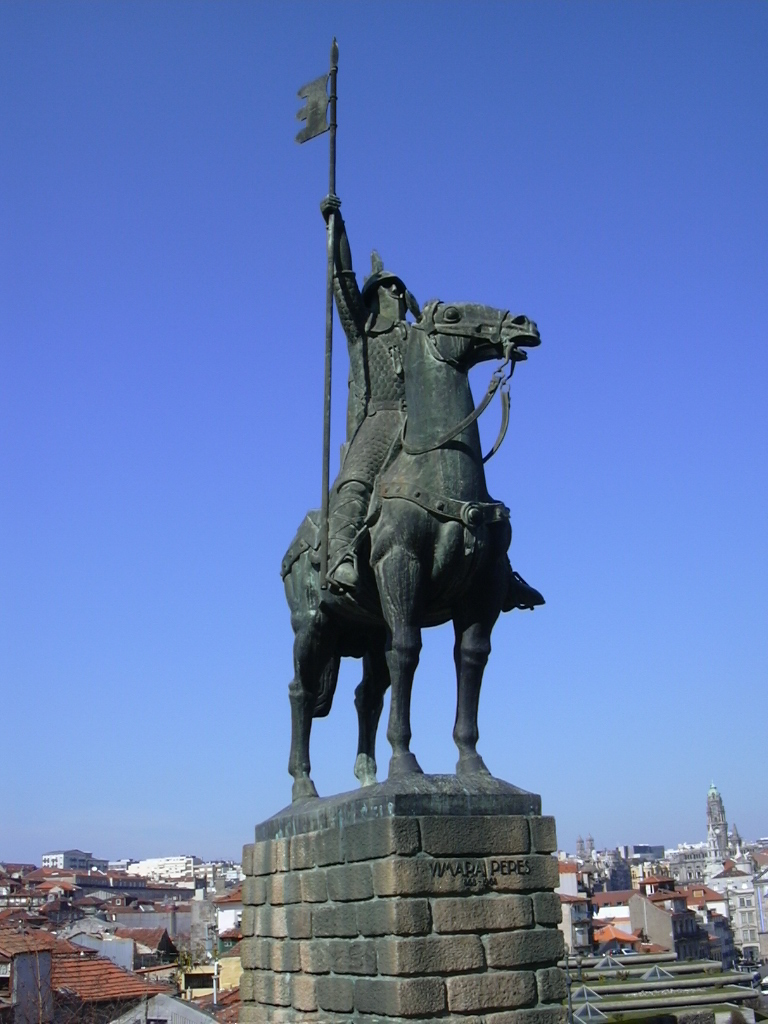
Estàtua de Vímara Peres a la ciutat de Porto.

- 924 - 950: Mumadona Dias i Hermenigildo Gonçalves
- 950 - 999: Gonçalo Mendes
- 999 - 1008: Menendo II
- 1008 - 1015: Alvito Nunes i Toda
- 1015 - 1028: Nunó Alvites
- 1028 - 1052: Menendo III
- 1052 - 1071: Nunó Mendes

derrotat l'any 1071 a la batalla de Pedroso, el comtat passa a mans de Garcia I de Galícia